# Реа
Рѐа (на италиански и на местен диалект: Rea) е село и община в Северна Италия, провинция Павия, регион Ломбардия. Разположено е на 63 m надморска височина. Населението на общината е 429 души (към 2010 г.).